# Jatijajar (Ayah)
Jatijajar is een bestuurslaag in het regentschap Kebumen van de provincie Midden-Java, Indonesië. Jatijajar telt 5945 inwoners (volkstelling 2010).